# کریس پاتر (نوازنده)
کریس پاتر (انگلیسی: Chris Potter؛ زادهٔ ۱ ژانویهٔ ۱۹۷۱) موسیقی‌دان و نوازنده ساکسوفون سبک جاز اهل ایالات متحده آمریکا است. وی از سال ۱۹۹۰ میلادی تاکنون مشغول فعالیت بوده است.